# Davidius aberrans
Davidius aberrans är en trollsländeart. Davidius aberrans ingår i släktet Davidius och familjen flodtrollsländor. IUCN kategoriserar arten globalt som livskraftig.

## Underarter
Arten delas in i följande underarter:
- D. a. aberrans
- D. a. senchalensis
- D. a. schmidi